# Olympische Winterspiele 2018/Teilnehmer (Luxemburg)
| Gelbes Symbol für Goldmedaillen mit stilisierten Olympischen Ringen | Graues Symbol für Silbermedaillen mit stilisierten Olympischen Ringen | Braundes Symbol für Bronzemedaillen mit stilisierten Olympischen Ringen |
| ------------------------------------------------------------------- | --------------------------------------------------------------------- | ----------------------------------------------------------------------- |
| —                                                                   | —                                                                     | —                                                                       |

Bei den Olympischen Winterspielen 2018 nahm Luxemburg mit einem Athleten im Ski Alpin teil. Matthieu Osch, der auch Fahnenträger bei der Eröffnungsfeier war, startete im Slalom und Riesenslalom.

## Teilnehmer nach Sportarten

### Ski Alpin
| Athleten      | Wettbewerbe | 1. Lauf       | 2. Lauf       | Gesamt        | Gesamt |
| Athleten      | Wettbewerbe | Zeit          | Zeit          | Zeit          | Rang   |
| ------------- | ----------- | ------------- | ------------- | ------------- | ------ |
| Männer        |             |               |               |               |        |
| Matthieu Osch |             |               |               |               |        |
| Riesenslalom  | 1:21,45 min | 1:18,94 min   | 2:40,39 min   | 62            |        |
| Slalom        | DNF         | ausgeschieden | ausgeschieden | ausgeschieden |        |